# ۷۶۴ (قمری)
۷۶۴ (قمری)، هفتصد و شصت و چهارمین سال در گاهشماری هجری قمری است. اول محرم این سال برابر با بیست و نهم اکتبر سال ۱۳۶۲ میلادی است.